# Antiblemma terope
Antiblemma terope är en fjärilsart som beskrevs av Druce. Antiblemma terope ingår i släktet Antiblemma och familjen nattflyn. Inga underarter finns listade i Catalogue of Life.